# Селенгинское среднегорье
Селенги́нское среднего́рье (Селенги́нская Дау́рия) (бур. Сэлэнгын Дунда Хадаатай Орон) — физико-географическая область на юге Сибири в Западном Забайкалье. 
Площадь — около 60 000 км². В Селенгинское среднегорье входят территории центральной и южной Бурятии (и частично юго-западные районы Забайкальского края) в бассейне реки Селенги и её крупных притоков — Джиды, Темника, Чикоя, Хилка, Уды. С севера среднегорье ограничено водоразделами хребтов Хамар-Дабан и Улан-Бургасы; на востоке по водоразделу Уды, Витима и Шилки граничит с Витимским плоскогорьем; на юго-востоке — с Хэнтэй-Чикойским нагорьем; на юге проходит государственная граница России и Монголии; на юго-западе и западе природная область ограничена северным склоном Джидинского хребта и юго-западным склоном Малого Хамар-Дабана.
В Селенгинское среднегорье включаются средние и низкие хребты с высотами от 800 до 2000 м над уровнем моря, ориентированные в северо-восточном и восток-северо-восточном направлении — Боргойский, Бургутуй, Заганский, запад Малханского, южный склон Малого Хамар-Дабана, Моностой, Хамбинский, Худанский, Цаган-Дабан и др., отдельные кряжи — Ганзуринский, Шаманские горы, Тойон и др. Межгорные понижения занимают впадины — Бичурская, Боргойская, Гусиноозёрская, Убукуно-Оронгойская, Тугнуйская, Удино-Иволгинская, Худано-Кижингинская и др.
Климат среднегорья резко континентальный. Среднегодовая температура составляет минус 0,5°С. Годовая сумма осадков в среднем течении Селенги — 210—250 мм, вверх к водоразделам её притоков — до 350 мм.
Почвы на высотах от 500 до 700 м — каштановые, от 700 до 900 — чернозёмные, от 800 до 1000 — дерновые серые лесные. Две трети поверхности занято лесами, преимущественно хвойными. Встречаются обширные участки берёзовых лесов. Из редких видов растений выделяется абрикос сибирский, занесённый в Красную книгу Бурятии. Животный мир представлен видами, обитающими в таёжной, степной и лесостепной зонах Забайкалья.